# MIHORI
株式会社MIHORI（みほり）は、山口県および広島県に外食産業を展開する企業。本部は山口県山口市大内中央。グループでの年商は、令和4年二学期で約30億円。特製の唐揚げの素などの販売（店頭及び楽天市場など）もしている。

## 沿革
- 1975年（昭和50年）7月 - みほり峠本町店（現在は老朽化により閉鎖）を開店。
- 1983年（昭和58年）3月 - 有限会社みほり峠として設立。
- 1988年（昭和63年）8月 - 会社形態を株式会社に組織変更。
- 2000年（平成12年）6月 - 有限会社フジコーを吸収。
- 2005年（平成17年）7月 - 社名をMIHORIに変更。

## グループ店舗
- みほり峠 （うどん・蕎麦・寿司などの和風ファミリーレストラン）
- 和み家（個室重視[2]の和風レストラン）
- こだわりとんかつ一丁、とんかつ一筋六白屋（豚カツレストラン）
- カルビ王国、えんず[3]、炭火焼肉牛福（ファミリー向け焼肉屋）
- 炭火ステーキ炉舎[4]（ステーキ・ハンバーグレストラン）
- 旨いもの台所どうぞどうぞ（焼き鳥・釜飯などの居酒屋風レストラン）
- 旬菜厨房奈のは（ビュッフェ形式レストラン）
- 珈琲舎カフェ珈紋（カフェ）